# سامانتا هایت
سامانتا رایان هایت (زادهٔ ۶ ژانویه ۱۹۹۸) یک بازیکن حرفه‌ای فوتبال اهل ایالات متحده است که به‌عنوان یک مدافع برای تیم گاتهام اف‌سی در لیگ ملی فوتبال زنان (NWSL) بازی می‌کند.

## اوایل زندگی و تحصیلات
هایت در کرکلند، واشینگتن به دنیا آمد و در دبیرستان آمادگی سیاتل تحصیل کرد. او چهار سال در تیم فوتبال این دبیرستان بازی کرد و در سال‌های پایانی دبیرستان کاپیتان تیم شد. در سال ۲۰۱۶ به‌عنوان بهترین مدافع لیگ انتخاب شد. همان سال، عنوان ورزشکار سال دبیرستان‌های سیاتل را نیز به دست آورد. در سال ۲۰۱۵ نیز به‌عنوان بهترین بازیکن سال گاترود ایالت واشینگتن شناخته شد و به تیم «بست ایکس‌آی» راه یافت.
هایت در تیم باشگاهی کراس‌فایر بازی می‌کرد و از سال ۲۰۱۲ تا ۲۰۱۶ کاپیتان تیم بود. در سال ۲۰۱۴ به کمپ تمرینی تیم ملی زیر ۱۸ سال دعوت شد.
هایت پس از انتقال از دانشگاه بوستون، به تیم استنفورد کاردینال پیوست و در دانشگاه استنفورد تحصیل کرد. او سه بار به تیم منتخب آل-پاک-۱۲ و دو بار به تیم منتخب آل-امریکن راه یافت.‌هایت در سال‌های ۲۰۱۷ و ۲۰۱۹ به تیم استنفورد در کسب قهرمانی کمک کرد و در سال آخر تحصیل، کاپیتان تیم بود. در دوران حضورش در استنفورد، او دو گل و ۹ پاس گل به ثمر رساند.

## دوران باشگاهی

### او ال رین، ۲۰۲۰–۲۰۲۳
هایت در فصل بعدی خودش در سال ۲۰۲۰ توسط تیم او ال رین جذب شد. او اولین بازی خود را در این تیم در ۱۷ اکتبر ۲۰۲۰، در دوران پاندمی کووید-۱۹ انجام داد و این بازی با نتیجه ۲ بر صفر در مقابل تیم یوتا رویالز به پایان رسید.
هایت در فصل ۲۰۲۱ به‌عنوان مدافع مرکزی اصلی در تمامی ۹ بازی ممکن حضور داشت، اما مصدومیت از ناحیه کمر باعث شد که فصلش زودتر به پایان برسد.
در فصل ۲۰۲۲، هایت در هر ۱۹ بازی به‌عنوان بازیکن اصلی به میدان رفت و مجموعاً ۱۷۱۰ دقیقه بازی کرد. او با ۸۱ دفع توپ، رتبه اول تیم تیم رین و رتبه دهم لیگ را به خود اختصاص داد. در نوامبر ۲۰۲۲، هایت قراردادی دو ساله با این تیم امضا کرد که تا پایان فصل ۲۰۲۴ اعتبار دارد. تیم او ال رین یک فصل عادی را با رکورد ۱۱ پیروزی، ۷ باخت و ۴ مساوی به پایان رساند و قهرمانی لیگ را کسب کرد. آن‌ها به‌عنوان تیم اول، به پلی‌آف راه یافتند و به دلیل رتبه نخست، در مرحله نیمه‌نهایی استراحت داشتند. با این حال، در مرحله نیمه‌نهایی با نتیجه ۲–۰ مقابل کانزاس سیتی کورنت شکست خوردند.

### گاتهام، ۲۰۲۴ تاکنون
در تاریخ ۲۴ ژانویه ۲۰۲۴، تیم گاتهام طی یک معامله سه‌جانبه با تیم‌های رین و ریسینگ لوئیسویل،‌هایت را به خدمت گرفت. در این انتقال، تیم رین در نهایت جولیا لستر مدافع تیم لوئیسویل را به دست آورد.‌هایت در تاریخ ۲۴ مارس ۲۰۲۴، در پیروزی ۱–۰ تیم گاتهام مقابل پورتلند تورنز اولین بازی خود را برای این تیم انجام داد.

## دوران بین‌المللی
هایت در رده‌های جوانان، تیم‌های ملی زیر ۱۸ و زیر ۲۰ سال ایالات متحده را نمایندگی کرده است. در سال ۲۰۱۶، او برای تیم زیر ۱۸ سال آمریکا بازی کرد و به آن‌ها کمک کرد تا در جام بین‌المللی اسپانیا به قهرمانی برسند. در سال ۲۰۱۸، او به تیم زیر ۲۰ سال در پیروزی در تورمنت لا مانگا کمک کرد. در همان سال، او به عنوان کاپیتان تیم زیر ۲۰ سال در جام جهانی زنان زیر ۲۰ سال ۲۰۱۸ در بریتانی فرانسه حضور داشت.

## زندگی شخصی
هایت اصالتی فیلیپینی دارد.